# Henri Boissier
Pour les articles homonymes, voir Boissier.
Henri Boissier, né le 2 juillet 1762 à Genève et mort le 28 février 1845 dans cette même ville, est un intellectuel suisse, professeur de littérature et d'archéologie et ancien recteur de l'Académie de Genève. 

## Biographie
Dès 1789, il est à l'initiative de la création d'un cabinet public d'histoire naturelle à Genève, qui devient en 1811 le « Musée Académique » (aujourd'hui le Muséum d'histoire naturelle de Genève) dirigé par un collège d'académiciens dont il est le président,.
Il est l’instigateur de la Société d'histoire et d'archéologie de Genève fondée en 1838.